# Rywalka od serca
Rywalka od serca (hiszp. Querida enemiga) – meksykańska telenowela wyemitowana w 2008 roku. W rolach głównych Ana Layevska i Gabriel Soto.

## Wersja polska
W Polsce telenowela była emitowana w telewizji Zone Romantica od 2 do 29 czerwca 2012 codziennie o godz. 14:00, po cztery odcinki. Opracowaniem wersji polskiej zajęło się Studio Company. Autorką tekstu była Teresa Włodarczyk. Lektorem serialu był Jan Czernielewski.

## Obsada
- Ana Layevska - Lorena De la Cruz / Lorena Armendáriz Ruiz de Mendiola
- Gabriel Soto - Alonso Ugarte Solano
- Carmen Becerra - Sara De la Cruz / Sara Armendáriz / Sara Vda. de Cuenca
- María Rubio - Hortensia Vallejo Vda. de Armendáriz
- Jorge Aravena - Ernesto Mendiola
- Luz María Jerez - Bárbara Amezcua de Armendáriz
- Socorro Bonilla - Zulema Ruiz de Armendáriz
- Alfonso Iturralde - Omar Armendáriz Vallejo
- Héctor Ortega - Don Toribio Ugarte
- Danna Paola - Bettina Aguilar Ugarte
- Mauricio Aspe - Lic. Arturo Sabogal Huerta
- Miguel Ángel Biaggio - Gonzalo "Chalo" Carrasco
- Marco Méndez - Dr. Bruno Palma
- Luz Elena González - Diana Ruiz de Palma
- Bibelot Mansur - Rosalbina "Rossy" López Martínez
- Patricia Martínez - María Eugenia "Maruja" Martínez Vda. de López
- Sharis Cid - Paula Ugarte Solano
- Eduardo Rivera - Darío Aguilar
- Zully Keith - Catalina Huerta Vda. de Sabogal
- Dalilah Polanco - Greta
- José Carlos Femat - Julián Ruiz
- Alexandra Graña - Jacqueline Hernández
- Adanely Núñez - Valeria de Sabogal
- José Manuel Lechuga - Vasco Armendáriz Amezcua
- Maria Alicia Delgado - Madre Trinidad
- Mercedes Vaughan - Madre Carmelita
- Nuria Bages - Madre Asunción
- Luis Xavier - Jaime Armendáriz Vallejo
- Jesús Zavala - Iván Liñán Mendiola
- Karol Sevilla - Gina Liñán Mendiola
- Dobrina Cristeva - Silvia Mendiola Chaves
- Mario Casillas - Alan Zimmerman
- Abril Campillo - Noemí Serrano
- Axel Rico - Oscar Antonio de la Garza
- Mariana Ávila - Mónica Gaitán
- Abraham Stavans - Santiago Arredondo
- Jorge Trejo - Jorge
- Juan Peláez - Fafy Cuenca
- Maribel Fernández - Olga
- Lina Santos - Ximena
- Malillany Marin - Vanessa
- Marisol Santacruz - Candelaria
- Alfredo Oropeza - Chef Alfredo Oropeza
- Natalia Juárez - Florencia
- Polly - Fanny
- Ana Patricia Rojo - Invitada
- Ingrid Martz - Invitada